# Station Mont-de-Terre
Station Mont-de-Terre is een spoorwegstation in de Franse stad Rijsel. Het station ligt langs de Spoorlijn Fives - Hirson.